# Стабрук
Стабрук (нидерл. Stabroek) — коммуна в Бельгии, в провинции Антверпен Фламандского региона. Состоит из населённых пунктов Хувенен (Hoevenen) и Стабрук. По статистическим данным от 1 января 2015 года, население коммуны — 18 047 человек.
Общая площадь — 21,51 км², плотность населения — 839 чел./км².